# Lumbrikalmuskler

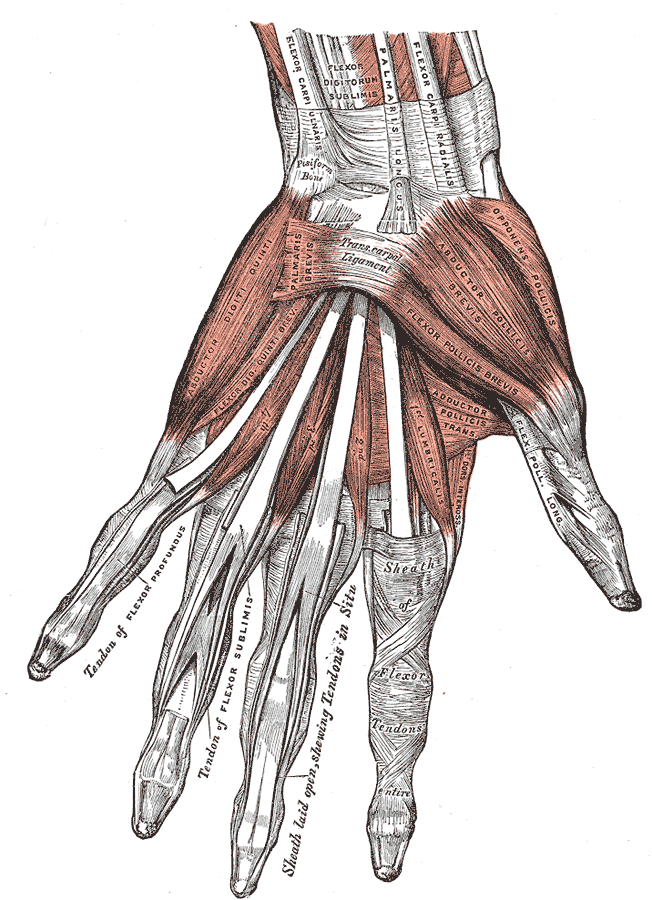
Vänster hands palmara muskler.
Illustration: Gray's Anatomy, 1918. (PD)

Lumbrikalmuskler (latin: musculi lumbricales, "maskliknande muskler") är, i människans kropp, fyra små skelettmuskler i mellanhanden (metacarpus) som utgår från senorna av fingrarnas (digiti manus) djupa flexormuskel (m. flexor digitorum profundus).
Lumbrikalmusklerna medger flexion (böjning) av fingrarnas metakarpofalangealleder (art. metacarpophalangea, MCP-leder, knogleder) och extension (sträckning) av fingrarnas proximala (art. interphalangea proximalis, PIP-leder, mellanleder) och distala interfalangealleder (art. interphalangea distalis, DIP-leder, ytterleder).
De två mediala/ulnara lumbrikalmusklerna (lill- och ringfingrets) är pennata och fäster proximalt i två senor. De två laterala/radiala musklerna är semipennata och fäster endast vid en sena.
Alla lumbrikalmusklerna följer de djupa flexorsenorna radialt (på tumsidan) för att distalt fästa vid de fyra ulnara fingrarnas extensoraponeuroser. 
Genom sina speciella ursprung och fästen i handens rörliga vävnader har lumbrikalmusklerna mycket stor betydelse för människans bedömning av positionen av fingrarnas yttre delar.
De två mediala musklerna innerveras av n. ulnaris och de två laterala av n. medianus vilket motsvarar extensormuskelns innervation.